# Biapertorbis
Biapertorbis es un género de foraminífero bentónico de la subfamilia Discorbinellinae, de la familia Discorbinellidae, de la superfamilia Discorbinelloidea, del suborden Rotaliina y del orden Rotaliida. Su especie tipo es Biapertorbis biaperturata. Su rango cronoestratigráfico abarca desde el Eoceno superior hasta el Oligoceno inferior.

## Clasificación
Biapertorbis incluye a las siguientes especies:
- Biapertorbis alteconica †
- Biapertorbis anderseni †
- Biapertorbis asiaticus †
- Biapertorbis biaperturata †
- Biapertorbis brandenburgensis †
- Biapertorbis swaroopi †